# ウォーターワールド (アトラクション)
- ユニバーサル・パークス&リゾーツ > ユニバーサル・スタジオ・ジャパン > ユニバーサル・スタジオ・ジャパンのアトラクション > ウォーターワールド (アトラクション)
- ウォーターワールド > ウォーターワールド (アトラクション)

ウォーターワールド（英: Waterworld）は、映画『ウォーターワールド』をテーマとしたショー・アトラクションで、世界各地のユニバーサル・パークス&リゾーツで展開されている。

## 存在するパーク
- ユニバーサル・スタジオ・ハリウッド
- ユニバーサル・スタジオ・ジャパン
- ユニバーサル・スタジオ・シンガポール
- ユニバーサル・スタジオ・北京

## 概要

### ユニバーサル・スタジオ・ハリウッド
最初に登場したハリウッド版アトラクションは、映画の公開に合わせて1995年10月21日にアッパー・ロットでオープンした。

### ユニバーサル・スタジオ・ジャパン
パークの開園日である2001年3月31日にオープンした。

#### リニューアル
2018年6月1日、大規模なリニューアルが実施された。シアター内の音響チャンネル数が2倍以上に増加し、ショーの音響が強化された。新たに「ダイナミック3D音響」が導入され、臨場感や躍動感が向上したとされる。さらに、スタントアクションの改良や火・水・パイロといった特殊効果の強化、登場人物のセリフや役名の一部変更が行われた。ヘレンのセリフは吹き替えから生声に変更され、前説の内容やセットのデザインも更新された（ウォーターカーテンの追加や舵の設置など）。

ショーの開発を担当し、エグゼクティブ・ディレクターを務めた津野庄一郎は、このリニューアルについて次のように述べている。
| 「                                            | 「『ウォーターワールド』は、2001年のパーク開業当時から存在する最も古いアトラクションのひとつであり、現在でも入り口で入場制限がかかるほどの人気を維持しています。しかし、当時最新だったサウンドシステムも、18年が経過する中で技術の進化に追いつく必要がありました。常に新しい体験を提供するため、さらに魅力的なアトラクションを目指しました。 最も大きな改良点は音響です。例えば、ガトリウムガンを発射するシーンでは、弾丸が耳元をかすめる音、客席後方の壁への着弾音、薬莢が床に落ちる金属音まで細部にこだわりました。また、本格的なスタントアクションの強化にも取り組みました。もともとスタントショーでしたが、さらに緊張感を高めるため、爆発のタイミングを秒単位で調整しました。 『ウォーターワールド』は18年間愛され続けており、もともと非常に完成度の高いショーでした。今回のリニューアルでは、ストーリーを変更することなく、没入感をさらに高めるための最新技術を取り入れ、新しいアトラクションとして体感していただける内容を目指しました。」 | 」 |
| —津野庄一郎（京阪神エルマガジン社の取材より） | |    |

#### 事故
2018年6月7日15時5分頃、水上バイクで水上を駆け回るマリナーに、スモーカーズのメンバーが飛びかかるシーンで2人が衝突し、マリナー役の男性が頭部にけがを負った。この日の公演は2回予定されていたが、事故により中止となった。
同年10月25日12時20分頃、スモーカーズが乗る船が転覆するトラブルが発生した。乗っていた2人は自力で脱出し、ショーを観覧していた約2500人のゲストにもけがはなかった。

### ユニバーサル・スタジオ・シンガポール
2010年3月18日、ザ・ロスト・ワールドにオープンした。

### ユニバーサル・スタジオ・北京
2021年9月20日のパーク開園と同時にオープンした。
他のパークとは異なり、エリア内には以下のレストランが併設されている。

#### レストラン
- Drifter's Cantina
- Highland House

## ストーリー
本ショーは、映画の原作内容や展開とは異なるオリジナルストーリーとなっている。また、原作に登場した「エノーラ」など一部の登場人物は登場しない。
物語の舞台は、海中から引き上げた部品で作られた人工浮遊都市「アトール」。この都市の周囲には略奪者集団「スモーカーズ」が潜んでおり、住人であるセイジ、ニック、ピーターたちは常に警戒を怠らず見張りを続けている。
ある日、ヘレンが「ドライランド」の土を持ち帰る。この土は、そこへ行けば人々が救われるという希望の象徴だった。しかし、その直後にスモーカーズがヘレンを追跡し、アトールに侵入する。ニックやピーターたちは都市を守ろうと奮闘するが、スモーカーズによって命を奪われてしまう。さらに、スモーカーズのリーダーであるディーコンもアトールへと侵入し、セイジはディーコンとヘレンの駆け引きの末、猛毒を含むタンクに落とされてしまう。
その時、水中からマリナーが現れ、スモーカーズと戦い始める。ヘレンもマリナーに加勢するが、ディーコンに背後から殴られて気絶してしまう。やがてヘレンは意識を取り戻すが、その間にディーコンはマリナーを撃ち、水中に投げ出してしまう。アトールの住民やスモーカーズの全員が殺され、ディーコンはヘレンと共に「ドライランド」への巡礼を計画する。しかしその時、死んだと思われていたマリナーが再び現れ、ディーコンに立ち向かう。ディーコンはヘレンに銃を向けるが、マリナーの妨害で脱出用の飛行機に当たり、それが墜落してしまう。ディーコンは最後の抵抗を試みるが、ヘレンの反撃によって火の玉となり、水中へ落下する。
マリナーとヘレンは、ガスタンクの爆発直前にボートで脱出し、スモーカーズの野望を打ち砕いた。

## 登場人物
マリナー（Mariner）
本作の主人公。人工都市「アトール」に現れた謎の男で、正体は人間ではなく新種族であるミュータント。ヘレンと出会い、共にドライランドを目指す旅をしている。
ヘレン（Helen）
ドライランドの土をアトールに持ち帰った女性。スモーカーズに追跡されるが、勇敢に立ち向かう。
ディーコン（Deacon）
略奪者集団「スモーカーズ」の首領。ドライランドの場所を知るヘレンを狙っている。ゴルフが得意で、マリナーとの戦いで片目を失い、強い憎しみを抱く。
セイジ（Sage）
アトールの保安官であり、責任者。ディーコンとヘレンの駆け引きの末、猛毒が入ったタンクに落とされてしまう。
ニック（Nick）
アトールの副保安官。セイジやピーターと共に都市の安全を守っているが、スモーカーズとの戦いで命を落とす。
ピーター（Peter）
アトールの副保安官。セイジやニックと共に都市を守るが、ニックと同様にスモーカーズとの戦いで命を奪われる。

## 評価
1996年、テーマエンターテインメント協会（Themed Entertainment Association: TEA）から表彰を受けた。